# Pachynomidae
Die Pachynomidae sind eine Familie der Wanzen (Heteroptera) innerhalb der Teilordnung Cimicomorpha. Von ihnen sind nur etwa 15 Arten in 4 Gattungen bekannt.

## Merkmale
Die Wanzen werden 3,5 bis 11 Millimeter lang und haben nicht selten eine gewisse Ähnlichkeit mit Sichelwanzen (Nabidae) aus der Unterfamilie Prostemmatinae.  Ihre Körperoberseite variiert von sehr glänzend (Gattung Pachynomus) über matt und unbehaart bis zu stark behaart. Die Facettenaugen sind groß, der Kopf besitzt keine Einschnürung hinter den Facettenaugen. Punktaugen (Ocelli) können ausgebildet sein, oder fehlen. Die Fühler erscheinen fünfgliedrig, wobei das zweite Glied (Pedicellus) in zwei Teile unterteilt ist. Der distale Teil des Pedicellus trägt in der Regel ein einzelnes Trichobothrium. Das Labium ist dick und stark gekrümmt. Die Schenkel (Femora) der Vorderbeine sind stark vergrößert, die Schienen (Tibien) der Vorderbeine tragen Fossulae spongiosae (spezialisierte haarige Strukturen, die dem Festhalten dienen). Das achte Hinterleibssegment der Männchen ist zurückgebildet und in das siebte Segment eingezogen. Die Genitalien der Männchen sind symmetrisch, die Pygophore ist gut entwickelt und apikal in den Hinterleib eingelenkt. Der Ovipositor der Weibchen ist plattenförmig, eine Spermatheca fehlt, dafür ist eine Pseudospermatheca vorhanden.
Die Familie ist durch das zweigeteilte zweite Fühlerglied charakterisiert und besitzt mit den Trichobothrium an den Fühlern ein mit den Raubwanzen gemeinsames Merkmal, das die beiden von sämtlichen übrigen Wanzen unterscheidet. Trichobothria, die dort sonst auch nur bei der Familie Velocipedidae auftreten, befinden sich bauchseitig auf beiden Seiten der Mittellinie, entwickelten sich aber vermutlich nicht homolog. Mit Ausnahme der Gattung Punctius besitzen alle Arten der Familie „fossettes parastimatiques“, Parastigmalgruben, an der Ventralseite der Laterotergite am zweiten Hinterleibssegment. Diese sind mit ähnlichen Strukturen am dritten bis siebten Hinterleibssegment der Sichelwanzen nicht homolog. Paarige Pseudospermathecae, wie sie ansonsten nur bei den Raubwanzen und Netzwanzen (Tingidae) auftreten charakterisieren die Familie ebenfalls.

## Vorkommen
Die Familie ist in den Tropen der Alten und Neuen Welt verbreitet.

## Lebensweise
Über die Lebensweise der selten anzutreffenden, bodenbewohnenden, räuberisch lebenden Familie ist nichts Weiteres bekannt. Es sind bisher keine Nymphen entdeckt worden, die meisten Tiere kennt man von Lichtfängen.

## Taxonomie und Systematik
Die heutige Gattung Pachynomus wurde durch ihren Erstbeschreiber Klug 1830 als Untergattung der Gattung Reduvius betrachtet. Carl Stål stellte sie und auch die Gattung Punctius zu den Sichelwanzen (Nabidae), wo sie in Bestätigung vieler nachfolgender Autoren (mit Ausnahme Reuter 1908) verblieb, bis Carayon 1950 die Gruppe in den Familienrang erhob. Er betrachtete die Familie auf Grund der Merkmale der Fortpflanzungsorgane mit den Raubwanzen (Reduviidae) als nächstverwandt.
Die Familie umfasst folgende Unterfamilien und Gattungen:
- Unterfamilie Aphelonotinae
  - Gattung Aphelonotus (tropisches Amerika, Zentralafrika)
- Unterfamilie Pachynominae
  - Gattung Camarochilus (Tropen der Neue Welt)
  - Gattung Pachynomus (Afrika bis Indien)
  - Gattung Punctius (Afrika bis Indien)

## Belege